# Furoshiki

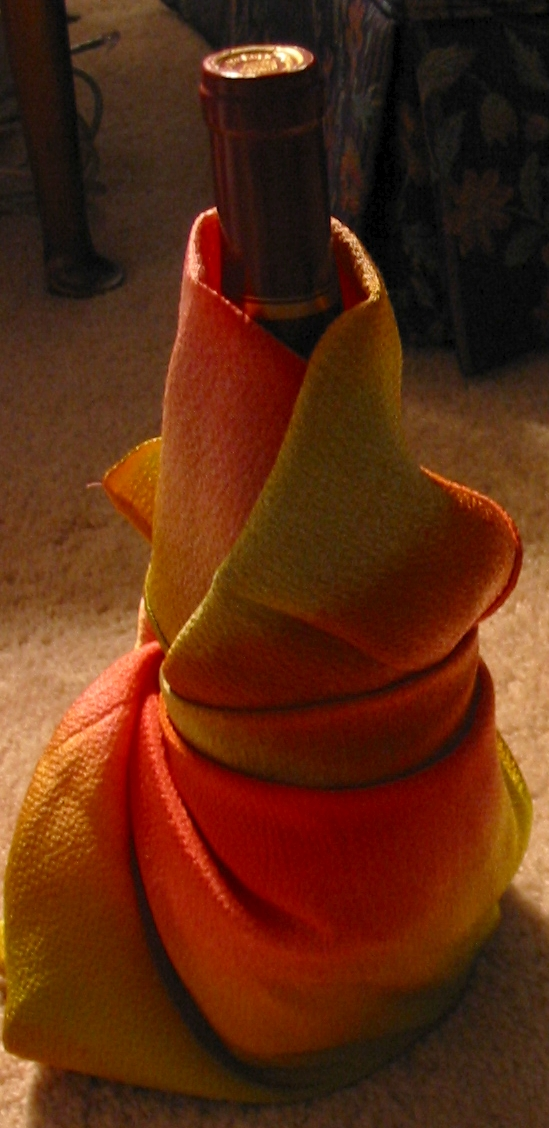
Un Furoshiki decorando una botella de vino.

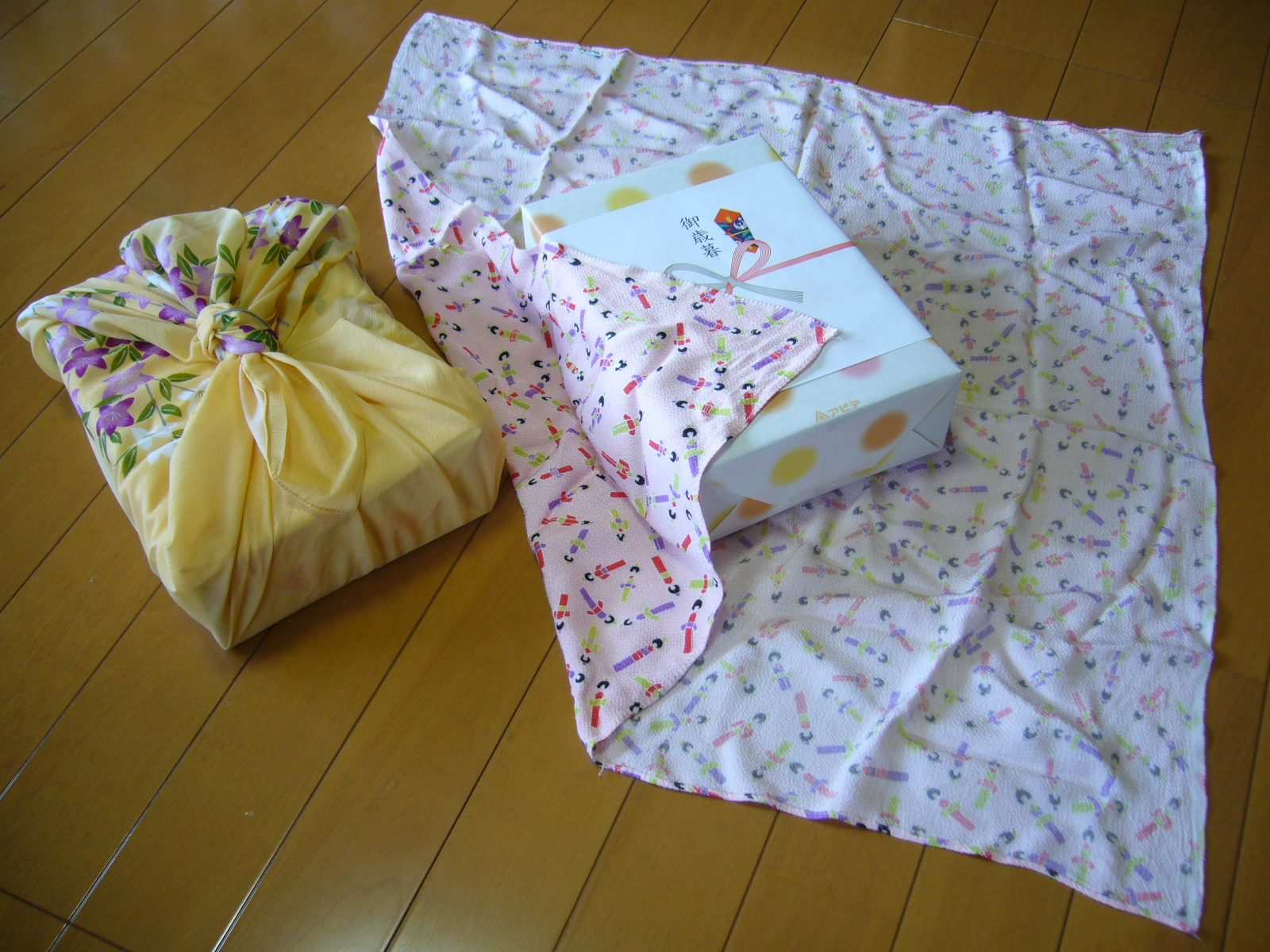

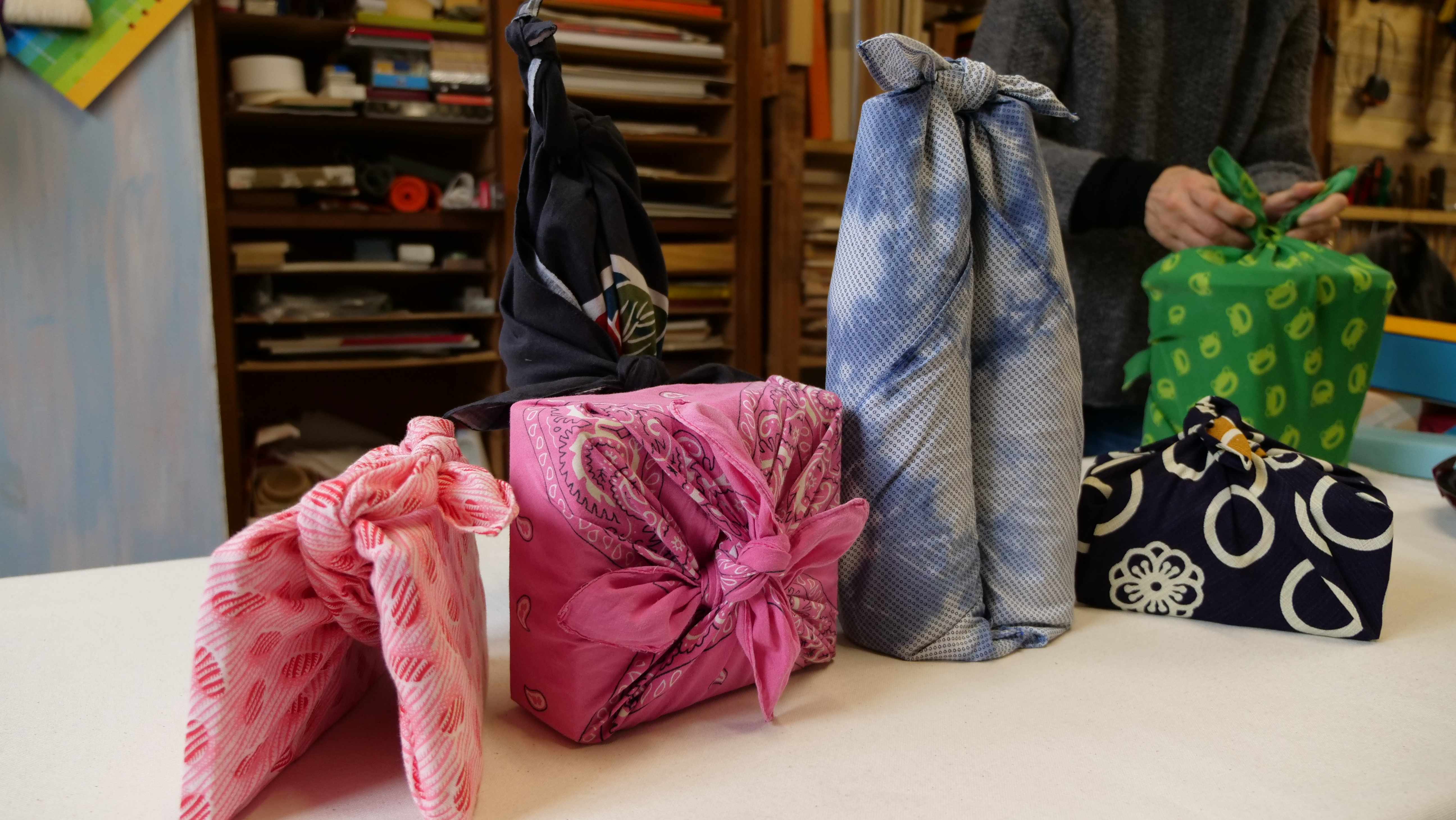
Diversos artículos envueltos y patrones diversos en las telas "Furoshiki."

El furoshiki (風呂敷?) es una tela cuadrangular tradicional de Japón, que se utiliza para envolver y transportar todo tipo de objetos, desde ropa y regalos hasta botellas de vidrio.  
Se comenzó a emplear en el periodo Muromachi (1392-1573), en los baños tradicionales japoneses (onsen), para no confundir o mezclar la ropa.De esta forma, utilizaban el furoshiki y se dejaba la vestimenta sobre ella. Con el tiempo su uso se difundió y comenzó a ser utilizada por comerciantes para proteger sus mercancías o sus regalos.
Actualmente el furoshiki está hecho de diferentes telas, incluyendo seda, algodón, rayón y nailon. Y aunque este arte se sigue ocupando en Japón, su uso ha ido decayendo, debido a la gran demanda de bolsas de plástico que existe hoy en día. 
En los últimos años el Ministerio de Medio Ambiente japonés ha hecho algunas campañas para promover el uso de furoshiki en la actualidad, para lograr proteger y cuidar el medio ambiente en Japón y en el mundo.

## Medidas
1.- "Chuhaba" 45 x 45 Cm: Para artículos pequeños como libretas o libros.
2.- "Shakuyonhaba"   52 x 52 Cm: Para  artículos como  loncheras.
3.- "Futahaba" 68 x 68 Cm: Buenos para libros, botellas de vino y loncheras
4.- "Nishihaba"   90 x 90 Cm. Bueno  para dos botellas de vino , varios libros y bolsa de compras
5.- "Milhaba" 105 x 105 Cm:  bueno para bolso de compras 